# Richard McGonagle
Richard McGonagle (Boston, Massachusetts, 22 oktober 1946) is een Amerikaanse acteur en stemacteur. McGonagle is het meest bekend door zijn rol in de computerspellen uit de Uncharted-serie van Naughty Dog waar hij Victor Sullivan speelt. Ook verzorgde hij de stem van Mr. Incredible in de The Incredibles: When Danger Calls, Colonel Taggart in Prototype, en President Johnson in Metal Gear Solid 3: Snake Eater. In animatie had McGonagle een rol in onder andere de animatieseries Samurai Jack, Avatar: The Last Airbender, en Ben 10.

## Biografie
McGonagle werd geboren op 22 oktober 1946 in Boston, Massachusetts, als de zoon van Hildagard Virginia en William Francis McGonagle.
Als stemacteur heeft McGonagle vele rollen gespeeld, zoals Four Arms en Exo-Skull in Ben 10, verschillende stemmen in de show Samurai Jack, als Bato, een secundair personage uit de Nickelodeon-show Avatar: The Last Airbender, verschillende personages in Zatch Bell, Bill the Wrangler in Spirit: Stallion of the Cimarron, Dr. IQ Hi in Duck Dodgers, Apocalypse in X-Men Legends II: Rise of Apocalypse, de tweede stem van General Grievous in Star Wars: Clone Wars, Ed Machine in Scooby-Doo! Mystery Incorporated, Abin Sur in Green Lantern: First Flight, en verschillende rollen in Recess. Hij was een van de stemregisseurs in Beyblade en deed verschillende stemmen in Rugrats en All Grown Up! McGonagle verzorgde ook de stem van ''The Oracle'' in Jak 3, de stem van Dr. Peace in No More Heroes, Eight-Armed Willy in The Marvelous Misadventures of Flapjack, en ook Herb in Regular Show.
McGonagle sprak ook in computerspellen zoals Baten Kaitos Origins, Metal Gear Solid 3: Snake Eater, de Uncharted-serie (ook motion capture), Just Cause, The Incredible Hulk: Ultimate Destruction, Dragon Age: Origins en Castle of Illusion Starring Mickey Mouse. In films verscheen hij in The Bucket List voor Warner Bros. Pictures. McGonagle was ook de voice-over in de veelgeprezen indiefilm 500 Days of Summer, met in de hoofdrol Joseph Gordon-Levitt en Zooey Deschanel.
Op televisie was McGonagle te zien in een aflevering van Star Trek: The Next Generation en twee afleveringen van Star Trek: Voyager. Hij speelde het terugkerende personage Judge Lathrop in de misdaaddrama Close to Home en verzorgde de stem van Sanders in de sitcom Community in de aflevering "Basic Rocket Science" van het tweede seizoen. Hij verscheen ook als arts in de tv-serie Rules of Engagement.

## Filmografie

### Animatie
| Jaar    | Titel                                         | Rol                                                                                             |
| ------- | --------------------------------------------- | ----------------------------------------------------------------------------------------------- |
| 1986    | The Smurfs                                    | Warden, Rick                                                                                    |
| 1991    | Tiny Toon Adventures                          | Narrator                                                                                        |
| 1996    | Fantastic Four                                | Dr. Franklin Storm                                                                              |
| 2000    | Joseph: King of Dreams                        | Pharaoh                                                                                         |
| 2001-03 | Samurai Jack                                  | Odin, Villiage Leader, Water Creature, Slave Driver, Slave #3, Slave #4, Warrior, Viking        |
| 2002    | Spirit: Stallion of the Cimarron              | Bill                                                                                            |
| 2003    | Justice League                                | Warden, Rick                                                                                    |
| 2004    | Megas XLR                                     | Judge, Fisherman, Orange Scaley, Lunar Captain                                                  |
| 2005    | Star Wars: Clone Wars                         | General Grievous, Harvos the Nelvaanian Warrior, Orvos the Nelvaanian Shaman, Kit Fisto         |
| 2005    | Duck Dodgers                                  | Dr. I.Q. Hi, Judge Roboticus, Mr. I.M. Neighborly                                               |
| 2005    | Grim & Evil                                   | Male Parent, Man, Father Time                                                                   |
| 2005-07 | Avatar: The Last Airbender                    | Bato                                                                                            |
| 2006    | Endurance Challenge: Mordred's Isle Episode 1 | Gronk, Nodros                                                                                   |
| 2006-07 | Ben 10                                        | Four Arms, President, Exo-Skull                                                                 |
| 2006-08 | Legion of Super Heroes                        | High Elder, Chancellor, Kandorian #1, Evil Wizard, Host                                         |
| 2007    | Ben 10: Secret of the Omnitrix                | Four Arms                                                                                       |
| 2007    | Endurance Challenge: Mordred's Isle Episode 2 | Gronk, Nodros                                                                                   |
| 2007    | All Grown Up!                                 | Doctor, Computer                                                                                |
| 2008-09 | The Marvelous Misadventures of Flapjack       | Eight-Armed Willy, McGee, Big Genie, Fisherman, Ugly Beard, Pufus, Bearded Man in Crowd, Kid #5 |
| 2008-09 | Ben 10: Alien Force                           | Reinrassic III, Highbreed                                                                       |
| 2009    | Green Lantern: First Flight                   | Abin Sur                                                                                        |
| 2009    | Uncharted: Eye of Indra                       | Victor Sullivan                                                                                 |
| 2009-11 | Batman: The Brave and the Bold                | Brainiac, Perry White, Chief, Professor Nichols, Sardath                                        |
| 2010    | Tom and Jerry Meet Sherlock Holmes            | Ali, First Policeman                                                                            |
| 2010-11 | Sym-Bionic Titan                              | g3 Agent, Mysterious Figure, titan, Lance's Father                                              |
| 2010-11 | Scooby-Doo! Mystery Incorporated              | Ed Machine, Announcer, Creepy Voice                                                             |
| 2011-17 | Regular Show                                  | Reel to Reel, Floppy, Super Density, Herb, Bear Dog, Rent A Cop 1                               |
| 2012    | Ben 10: Destroy All Aliens                    | Four Arms, Teacher                                                                              |
| 2012    | Tom and Jerry: Robin Hood and His Merry Mouse | Barney Bear                                                                                     |
| 2013    | Tom and Jerry's Giant Adventure               | Barney Bear                                                                                     |
| 2014    | Justice League: War                           | President, News Anchor                                                                          |
| 2014    | Tom and Jerry: The Lost Dragon                | Alley                                                                                           |
| 2014    | Moonlight Bait and Ammo                       | Jeremiah Cutter                                                                                 |
| 2015    | Tom and Jerry: Spy Quest                      | Alley                                                                                           |
| 2017    | OK K.O.! Let's Be Heroes                      | Chameleon Sr., Large Man                                                                        |

### Computerspellen
| Jaar | Titel                                       | Rol                                         |
| ---- | ------------------------------------------- | ------------------------------------------- |
| 2001 | Star Wars: Rogue Squadron II - Rogue Leader | Rebel Soldier 1                             |
| 2003 | Arc the Lad: Twilight of the Spirits        | Lord Of The Black Abyss                     |
| 2004 | The Incredibles                             | Mr. Incredible                              |
| 2004 | The Incredibles: When Danger Calls          | Mr. Incredible                              |
| 2004 | Jak 3                                       | Oracle                                      |
| 2004 | Metal Gear Solid 3: Snake Eater             | President Johnson                           |
| 2005 | The Incredible Hulk: Ultimate Destruction   | Abrams                                      |
| 2005 | X-Men Legends II: Rise of Apocalypse        | Apocalypse                                  |
| 2005 | Chicken Little                              | Mayor Turkey Lurkey                         |
| 2005 | The Incredibles: Rise of the Underminer     | Mr. Incredible                              |
| 2005 | Metal Gear Solid 3: Subsistence             | President Johnson                           |
| 2006 | Baten Kaitos Origins                        | Rambari                                     |
| 2006 | Dead Man's Chest                            | Hector Barbossa                             |
| 2006 | Just Cause                                  | Tom Sheldon                                 |
| 2006 | Chicken Little: Ace in Action               | President Turkey Lurkey, Buff Ruff          |
| 2007 | Meet the Robinsons                          | Mr. Willerstein                             |
| 2007 | Pirates of the Caribbean: At World's End    | Cannon Arm, Pirates                         |
| 2007 | World in Conflict                           | N/A                                         |
| 2007 | Disney Princess: Enchanted Journey          | Doc                                         |
| 2007 | Ben 10: Protector of Earth                  | Four Arms                                   |
| 2007 | Uncharted: Drake's Fortune                  | Victor Sullivan                             |
| 2007 | No More Heroes                              | Dr. Peace, Pastel Brankino                  |
| 2008 | Too Human                                   | Odin, Valiant Leader                        |
| 2008 | The Rise of the Argonauts                   | N/A                                         |
| 2009 | FusionFall                                  | Four Arms                                   |
| 2009 | World in Conflict: Soviet Assault           | Orlovsky                                    |
| 2009 | Prototype                                   | Colonel Taggart                             |
| 2009 | Uncharted 2: Among Thieves                  | Victor Sullivan                             |
| 2009 | Jak and Daxter: The Lost Frontier           | Precursor Idol, Dark Daxter, Pirate Male    |
| 2009 | Dragon Age: Origins                         | King Endrin Aeducan, Janar, Mines Commander |
| 2011 | Ben 10 Galactic Racing                      | Four Arms                                   |
| 2011 | Uncharted 3: Drake's Deception              | Victor Sullivan                             |
| 2011 | Uncharted: Golden Abyss                     | Victor Sullivan                             |
| 2012 | Metal Gear Solid: Snake Eater 3D            | President Lyndon B. Johnson                 |
| 2012 | PlayStation All-Stars Battle Royale         | Victor Sullivan                             |
| 2013 | Disney Infinity                             | Mr. Incredible                              |
| 2013 | Castle of Illusion Starring Mickey Mouse    | Narrator, Old Mouse                         |
| 2014 | Disney Infinity: Marvel Super Heroes        | Mr. Incredible                              |
| 2015 | Disney Infinity 3.0                         | Mr. Incredible                              |
| 2016 | Uncharted 4: A Thief's End                  | Victor Sullivan                             |
| 2016 | Batman: The Telltale Series                 | Carmine Falcone                             |
| 2020 | Samurai Jack: Battle Through Time           | Ancient King                                |

### Films
| Jaar | Titel                                             | Rol                |
| ---- | ------------------------------------------------- | ------------------ |
| 1980 | Union City                                        | Man in Crowd       |
| 1981 | Tattoo                                            | Texan's Friend 1   |
| 1982 | Not in Front of the Children                      | Minister           |
| 1983 | Man, Woman and Child                              | Faculty Member     |
| 1985 | The Man with One Red Shoe                         | CIA Agent          |
| 1986 | Howard the Duck                                   | First Cop          |
| 1987 | Innerspace                                        | Cop                |
| 1988 | 13 Going on 30                                    | Danny's Dad        |
| 1989 | Dad                                               | Victor Walton      |
| 1992 | Her Final Fury: Betty Broderick, the Last Chapter | N/A                |
| 1993 | In the Line of Duty: Ambush in Waco               | N/A                |
| 1994 | In the Line of Duty: The Price of Vengeance       | N/A                |
| 1994 | MacShayne: Winner Takes All                       | Dix Guthrie        |
| 1994 | Speechless                                        | Dignitary          |
| 1995 | The American President                            | Rumson Staffer     |
| 1997 | Too Good to Be True                               | Spencer            |
| 1998 | Senseless                                         | Robert Bellweather |
| 1998 | Mighty Joe Young                                  | Panda Owner        |
| 1999 | Rumble in L.A.                                    | Pastor             |
| 2000 | Rules of Engagement                               | Judge              |
| 2001 | Critical Mass                                     | Alan Gould         |
| 2007 | The Bucket List                                   | Board Chairman     |
| 2009 | 500 Days of Summer                                | Narrator           |
| 2009 | The Consultants                                   | Cutter             |
| 2015 | Joan of Arc                                       | Narrator           |

### Korte Films
| Jaar | Titel                                   | Rol                     |
| ---- | --------------------------------------- | ----------------------- |
| 1980 | Ripe Strawberries                       | Other Woman's Husband   |
| 1997 | The Confession                          | Priest                  |
| 2000 | Mars and Beyond                         | Poppa Computer          |
| 2004 | A Moment of Grace                       | English Radio Announcer |
| 2009 | Hollywood Acting Academy                | Dr. William Lyons       |
| 2015 | Monster Hunters USA and Day Care Center | Robert Daily            |

### Series
| Jaar    | Titel                                | Rol                                |
| ------- | ------------------------------------ | ---------------------------------- |
| 1963    | General Hospital                     | Kincaid                            |
| 1982    | T.J. Hooker                          | Joe Doyle                          |
| 1982    | Cheers                               | Customer #2                        |
| 1982    | Fame                                 | Simon Marshall                     |
| 1983    | Loving                               | Clem Margolies                     |
| 1984    | Rituals                              | Phillip Mason                      |
| 1984    | Hunter                               | Det. Levine                        |
| 1984    | Mike Hammer                          | Joe Barry                          |
| 1985    | Riptide                              | Ziegler                            |
| 1985    | Hill Street Blues                    | Dr. Sandler                        |
| 1985    | Remington Steele                     | Colby, Clerk                       |
| 1985    | Moonlighting                         | Detective Barber                   |
| 1985    | The A-Team                           | Pete Peterson                      |
| 1985    | The Twilight Zone                    | Lester                             |
| 1986    | Blacke's Magic                       | Leon                               |
| 1986    | Highway to Heaven                    | Martin                             |
| 1986    | Simon & Simon                        | FBI Man #1                         |
| 1986    | Falcon Crest                         | Auctioneer                         |
| 1986    | L.A. Law                             | Ackley Atwood-Wade                 |
| 1986-88 | Disneyland                           | Dr. Richard Wwintraub, Danny Scott |
| 1987-88 | 21 Jump Street                       | Mr. Bill Weckerle                  |
| 1987-89 | Family Ties                          | Male Customer, Brother Timothy     |
| 1988    | CBS Schoolbreak Special              | Tom                                |
| 1989    | Perfect Strangers                    | Zitell                             |
| 1989    | Mama's Family                        | Arthur Booth                       |
| 1989    | Quantum Leap                         | Bill Wilson                        |
| 1989    | Mr. Belvedere                        | Announcer #1                       |
| 1989    | Anything But Love                    | Priest                             |
| 1990    | Over My Dead Body                    | Hargrove                           |
| 1991    | Matlock                              | Dr. Eldon McNeeley                 |
| 1991    | The Torkelsons                       | Howard Roberts                     |
| 1991    | Night Court                          | Andrew                             |
| 1992    | Star Trek: The Next Generation       | Dr. Ja'Dar                         |
| 1992    | Sisters                              | Dr. Eastman                        |
| 1992-93 | Civil Wars                           | Judge Mandelberg                   |
| 1994    | Picket Fences                        | FBI Agent                          |
| 1994    | The Adventures of Brisco County Jr.  | Ashenden                           |
| 1994    | Melrose Place                        | Probation Officer                  |
| 1994-97 | Party of Five                        | Emmett                             |
| 1994-00 | Days of our Lives                    | Friar Peter, Bishop Andrews        |
| 1995    | Me and the Boys                      | Tom                                |
| 1995    | University Hospital                  | Dr. Ross                           |
| 1995    | Wings                                | Reverend Powell                    |
| 1995    | Seinfeld                             | Mr. Star                           |
| 1995-97 | Murder One                           | Judge Owen Harris                  |
| 1996    | The Client                           | Minister Richards                  |
| 1996    | The Secret World of Alex Mack        | Judd DuBrow                        |
| 1996-99 | 3rd Rock from the Sun                | Dr. Howard, Doctor, Head Doctor    |
| 1997    | Life's Work                          | Carl Bieber                        |
| 1997    | Brooklyn South                       | William 'Woody' McKenzie           |
| 1997    | Murder One: Diary of a Serial Killer | Judge Owen Harris                  |
| 1997-98 | Veronica's Closet                    | Stanley, Ronnie's Lawyer           |
| 1997-03 | The Practice                         | Judge Patrick Wilcox               |
| 1998    | Fantasy Island                       | Phillip Woodson                    |
| 1998    | Nothing Sacred                       | N/A                                |
| 1998-99 | Pacific Blue                         | Police Chief Rod Sherman           |
| 1999    | L.A. Doctors                         | N/A                                |
| 1999    | Clueless                             | Mr. Wilcox                         |
| 1999    | Charmed                              | Woogy, Gasman                      |
| 1999    | Snoops                               | William Keller                     |
| 1999-00 | Star Trek: Voyager                   | Commander Pete Harkins             |
| 2000    | Any Day Now                          | Judge Perkins                      |
| 2000    | Zoe, Duncan, Jack & Jane             | Art                                |
| 2000    | Titus                                | Dr. Phine                          |
| 2000-01 | As Told by Ginger                    | Officer Killgallen                 |
| 2001    | Ally McBeal                          | District Attorney Moon             |
| 2001    | The X-Files                          | Dr. Francis Orovetz                |
| 2001    | The West Wing                        | Senator Warren                     |
| 2001    | Roswell                              | Edward Chambers                    |
| 2002    | The Zeta Project                     | John, Agent                        |
| 2003-04 | JAG                                  | Capt. Richard Carey                |
| 2007    | Close to Home                        | Judge Lathrop                      |
| 2007-13 | Rules of Engagement                  | Dr. Sachs, Doctor                  |
| 2008    | Boston Legal                         | A.A.G. Norman Wood                 |
| 2008    | Dirty Sexy Money                     | Bishop Bascombe                    |
| 2009    | Better Off Ted                       | Manny                              |
| 2010    | Nip/Tuck                             | Roger McGuinness                   |
| 2010    | Community                            | Sanders                            |
| 2011    | Harry's Law                          | Judge                              |
| 2012    | The Middle                           | Doctor                             |

## Prijzen
| Jaar | Prijs                          | Categorie                                                                                      | Resultaat   |
| ---- | ------------------------------ | ---------------------------------------------------------------------------------------------- | ----------- |
| 2012 | Behind the Voice Actors Awards | Best Vocal Ensemble in a Video Game in Uncharted 3: Drake's Deception                          | Genomineerd |
| 2017 | Behind the Voice Actors Awards | Best Vocal Ensemble in a Video Game in Uncharted 4: A Thief's End                              | Genomineerd |
| 2017 | Behind the Voice Actors Awards | Best Vocal Ensemble in a Video Game in Batman: The Telltale Series                             | Genomineerd |
| 2017 | Behind the Voice Actors Awards | Best Male Vocal Performance in a Video Game in a Supporting Role in Uncharted 4: A Thief's End | Genomineerd |